# Campeonato Roraimense 2013
In 2013 werd het 54ste Campeonato Roraimense gespeeld voor voetbalclubs uit Braziliaanse staat Roraima. De competitie werd georganiseerd door de FRF en werd gespeeld van 6 april tot 29 mei. Er waren twee fases, beide winnaars namen het tegen elkaar op. Náutico, dat na vorig seizoen verhuisde van de hoofdstad Boa Vista naar Caracaraí werd kampioen. 

## Eerste fase
| Plaats | Club         | Wed. | W | G | V | Saldo | Ptn. |
| ------ | ------------ | ---- | - | - | - | ----- | ---- |
| 1.     | Náutico      | 4    | 2 | 2 | 0 | 7:5   | 8    |
| 2.     | São Raimundo | 4    | 2 | 1 | 1 | 5:2   | 7    |
| 3.     | Baré         | 4    | 1 | 2 | 1 | 6:6   | 5    |
| 4.     | Roraima      | 4    | 0 | 3 | 1 | 6:7   | 3    |
| 5.     | GAS          | 4    | 0 | 2 | 2 | 3:7   | 2    |

|  | Winnaar, geplaatst voor finale |

## Tweede fase
| Plaats | Club         | Wed. | W | G | V | Saldo | Ptn. |
| ------ | ------------ | ---- | - | - | - | ----- | ---- |
| 1.     | São Raimundo | 4    | 3 | 0 | 1 | 12:2  | 9    |
| 2.     | Baré         | 4    | 2 | 1 | 1 | 6:4   | 7    |
| 3.     | GAS          | 4    | 2 | 0 | 2 | 7:9   | 6    |
| 4.     | Náutico      | 4    | 1 | 1 | 2 | 4:10  | 4    |
| 5.     | Roraima      | 4    | 1 | 0 | 3 | 4:8   | 3    |

|  | Winnaar, geplaatst voor finale |

## Finale
|               |         |                  |              |                     |
| 9 juni Finale | Náutico | 0 – 0 (5-4 n.p.) | São Raimundo | Ribeirão, Boa Vista |
| 9 juni Finale |         |                  |              | Ribeirão, Boa Vista |

### Kampioen
| Campeonato Roraimense de 2013 |
| Roraima                       |
| ----------------------------- |
| NÁUTICO Kampioen (2° titel)   |